# Lasiocala schmiti
Lasiocala schmiti är en skalbaggsart som beskrevs av Soula 2006. Lasiocala schmiti ingår i släktet Lasiocala och familjen Rutelidae. Inga underarter finns listade i Catalogue of Life.